# Centro Universitário Adventista de São Paulo

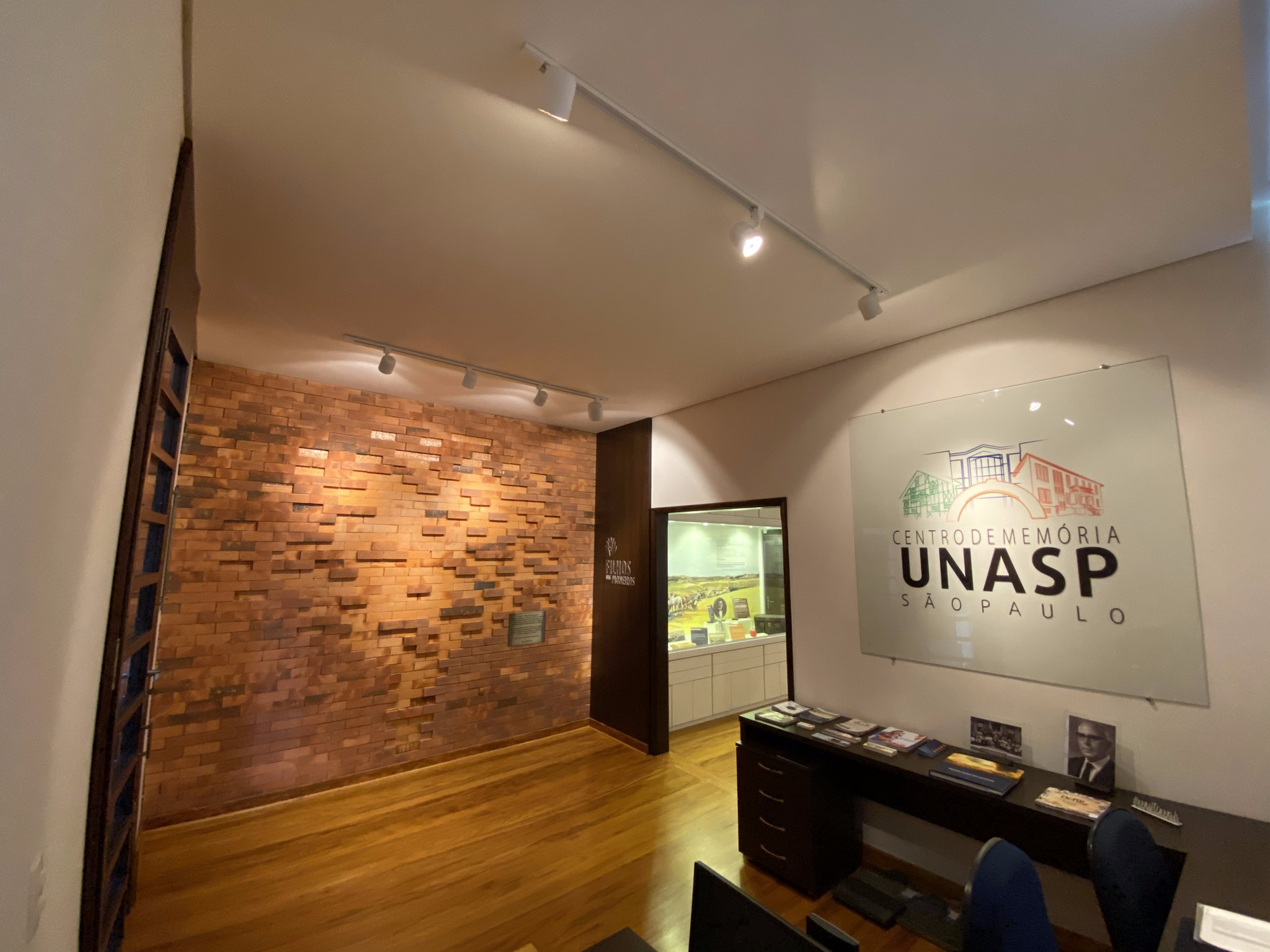
Entrada do Centro de Memória UNASP São Paulo

O Centro Universitário Adventista de São Paulo (UNASP) é uma instituição de ensino básico e superior, parte integrante da Rede Adventista de Educação, sendo a maior instituição adventista de ensino superior da América do Sul.
Seus campi estão localizados no estado brasileiro de São Paulo, sendo ao todo quatro: São Paulo (campus sede), Engenheiro Coelho (maior campus físico), Hortolândia e Virtual (EaD). Há também um polo de aplicação em Artur Nogueira.
Sua história remonta ao final do século XIX, com o lançamento do primeiro curso de preparo em teologia. Suas primeiras faculdades organizadas fora da órbita da teologia, entretanto, só vieram a existir nas décadas de 1960/1970, com a transformação em centro universitário somente em 1999.

## História
A história do UNASP principiou com os primeiros cursos de teologia da Igreja Adventista do Sétimo Dia em território brasileiro, muito embora não formasse, a princípio, uma universidade/instituição de ensino no sentido clássico.

### Formação de colégios missionais
Os primórdios do UNASP remontam à Escola de Treinamento Missionário de Gaspar Alto, município de Gaspar, estado de Santa Catarina, quando o voluntário Guilherme Stein Jr iniciou em 15 de outubro de 1897 um curso de preparo missionário em língua alemã para jovens da Igreja Adventista do Sétimo Dia (IASD). Em 1899 o pastor teuto-brasileiro John Lipke assume a instituição. Na virada do século passou a denominar-se Colégio Internacional de Gaspar Alto.
Em 19 de agosto de 1903, por recomendação da sede da IASD para a América do Sul em Montevidéu, o colégio foi transferido para Taquari, estado do Rio Grande do Sul, formando ali o Educandário Missionário de Taquari. Em 1904 a instituição passou a se chamar Colégio Superior de Taquari.
O estabelecimento esteve em atividades até fevereiro de 1910, oferecendo o curso de preparo missionário-teológico. Enquanto esteve em Taquari, o curso foi conduzido por John Lipke e Emílio Schenk.

### Estabelecimento em Santo Amaro
A propriedade do Colégio Superior de Taquari foi vendida pela Igreja Adventista do Rio Grande do Sul por 11 (onze) contos de réis, sendo esta quantia destinada à fundação de uma nova escola. Assim, em 28 de abril de 1915, a Associação dos Adventistas do Sétimo Dia no Brasil adquiriu por 20 (vinte) contos de réis uma propriedade de 145 hectares, localizada no Capão Redondo – região de Santo Amaro, em São Paulo. O dia 6 de maio de 1915, é considerado o início desta instituição e é a data utilizada para comemorar seu aniversário, pois neste dia, foi tomada posse da fazenda e iniciadas as atividades. Barracas foram armadas para que os missionários e alunos tivessem onde dormir, comer e guardar os materiais, até que a primeira edificação fosse construída.
No entanto foi somente em 3 de julho de 1915 que as aulas efetivamente iniciaram, em estruturas improvisadas, com somente 12 alunos; em 1 de agosto de 1915 que foi lançada a pedra fundamental da primeira edificação do Colégio da União Conferência Brasileira dos Adventistas do Sétimo Dia para formação de jovens missionários, sob a direção de John Lipke, tendo ainda John Boehm como gerente e Paulo Hening e Augusta Boehm como professores. Era organizada ali o Seminário/Faculdade Adventista de Teologia.
Em 1922 a escola celebrou sua primeira formatura, diplomando nove alunos do curso ministerial e normal.
A timidez da primeira formatura, fez com que a direção do colégio investisse em um internato agroindustrial, desenvolvendo, a partir de 1925, a criação de gado leiteiro holandês, importado dos Estados Unidos, e; em 1932 a produção de sucos e alimentos integrais "Excelsior", que posteriormente se tornou a companhia alimentícia Superbom.
Em 1937 o curso ginasial foi oficializado e em 1942 foi atribuído o nome Colégio Adventista Brasileiro (CAB). Entre os anos 1940 e 1960 foram oficializados os principais cursos de nível médio-técnico.

### Formação das faculdades e do instituto

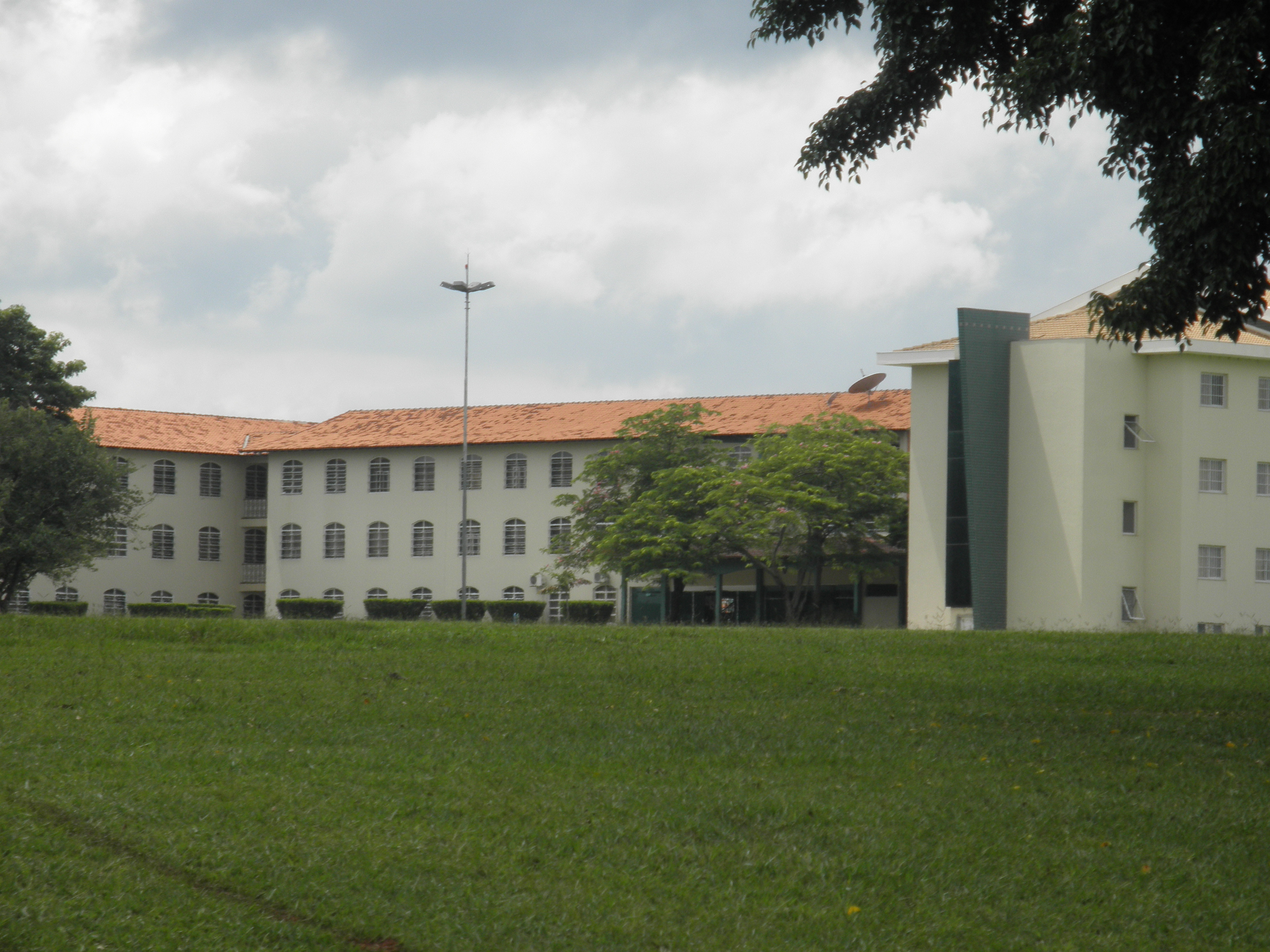
Blocos do campus UNASP Engenheiro Coelho em 2014.

Em 1940, a Associação Geral da Igreja Adventista do Sétimo Dia autorizou a criação de um curso de enfermagem no Brasil, que deveria constituir-se por meio de uma faculdade. Entretanto, a dificuldades de se formar um corpo docente, empurraram para 1943 o lançamento do curso, que iniciou  suas aulas nas dependências da Casa de Saúde Liberdade (atual Hospital Adventista de São Paulo), formando seus primeiros enfermeiros em 1945. Até então o curso estava desorganizado e não integrava uma faculdade, nem mesmo funcionava nas estruturas do CAB, que ainda não estavam preparadas para tal.
Prevendo a transferência do curso de enfermagem para o CAB, bem como a criação de novos cursos superiores, foram construídas, a partir de 1950, novas estruturas em Capão Redondo. Em 1962 o CAB passou a se chamar Instituto Adventista de Ensino (IAE) para poder albergar as várias faculdades adventistas previstas.
Em 30 de maio de 1968 foi autorizado o funcionamento da Faculdade Adventista de Enfermagem (FAE) através do decreto nº 62.800 expedido pelo Conselho Federal de Educação.
Em 1971 a IASD em São Paulo deu início ao curso de educação (pedagogia) ligado à Faculdade de Teologia, no intuito de formar professores para as muitas escolas edventistas que já haviam no Brasil.
Em 1973, através do decreto nº 72.610, de 14 de agosto de 1973, que fora publicado no Diário Oficial da União do dia 15 de agosto de 1973, a Faculdade Adventista de Educação (FAEd) recebeu a autorização para funcionar legalmente.
O Conselho Deliberativo do IAE, sob o voto nº 73-124, chegou a votar a conversão do IAE em Universidade Adventista do Brasil (UAB/UNABRA), designando o ano de 1980 como chave para início das atividades da mesma. O projeto acabou declinando com a saída repentina de toda a diretoria que havia planejado a UAB.

### Interiorização

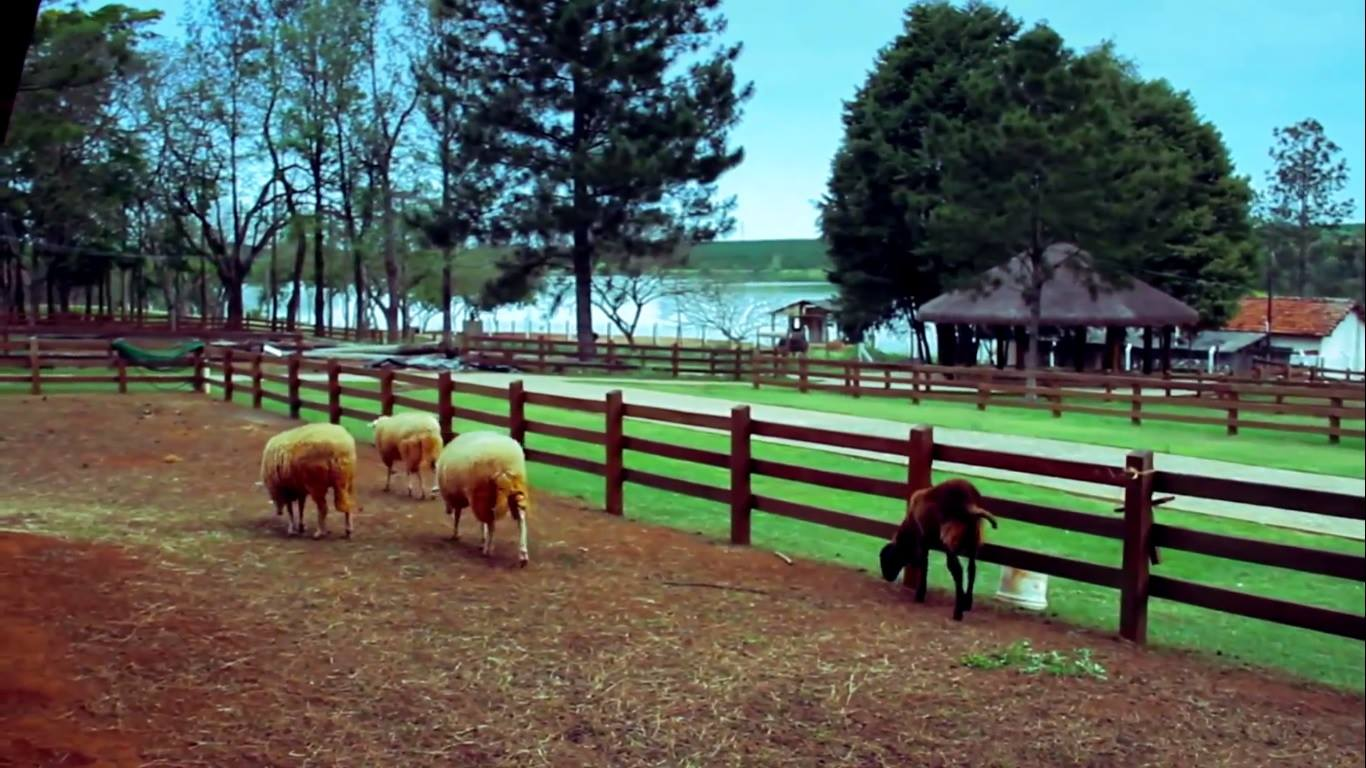
Fazendinha do campus UNASP Engenheiro Coelho em 2015.

Em 1979 a Prefeitura de São Paulo desapropriou a área do IAE (atual Unasp campus São Paulo), reduzindo em 80% a dimensão do terreno. Em seguida, a Igreja Adventista comprou, em 1983, uma fazenda no interior de São Paulo, em Engenheiro Coelho, para criar o "Novo IAE". O campus de São Paulo passou a oferecer preferencialmente cursos nas áreas de Ciências Exatas e Naturais e Ciências da Saúde, enquanto o campus de Engenheiro Coelho se concentrou nas áreas de Teologia, Humanidades e Tecnologia.
Entre 1988 e 1989 ocorreu uma curta segunda fase de implantação de novos cursos superiores, e a terceira fase de expansão dos cursos superiores do Unasp começou em 1997 estendendo até 2007.

### Elevação à centro universitário -presente
Novamente em 1992 a instituição tentou junto ao Ministério da Educação a possibilidade de ser transformada em universidade, mas não conseguiu sequer resposta do Conselho Nacional de Educação (CNE). A partir de então a liderança da IASD dedicou energias para o projeto de um centro universitário.
Credenciado através do decreto s/nº de 9 de setembro de 1999, com base no parecer CNE/CES nº 762/1999, por transformação da Faculdade Adventista de Educação e da Faculdade Adventista de Enfermagem, o Ministério da Educação autorizou o funcionamento do Centro Universitário Adventista de São Paulo (UNASP). O Instituto Adventista de Ensino passou a ser a entidade mantenedora do recém-criado UNASP.
Em 2002 o Instituto Adventista de Ensino, mantenedor do UNASP, incorporou denominacionalmente o Instituto Adventista São Paulo (IASP), fundado em 1949 em Hortolândia, que abrigava desde a educação básica ao ensino superior através da Faculdade Adventista de Hortolândia.
O UNASP foi finalmente reconhecido pelo CNE (embora criado, passava por estágio de transição), através da portaria nº 1.655, de 3 de junho de 2004, publicada no Diário Oficial da União nº 109, no dia 8 de junho de 2004.
Em 2018, o UNASP era composto pelos campi São Paulo, Engenheiro Coelho, Hortolândia e Virtual. O campus virtual é o mais novo do UNASP, oferecendo 6 cursos de graduação em EaD, através da Rede Adventista de Educação.

## Campi
O UNASP possui oficialmente 4 campi universitário no estado de São Paulo, basicamente na Megalópole Paulista, região que concentra 1/6 da população nacional. A escolha por tal região também se deu pela alta concentração de membros da Igreja Adventista do Sétimo Dia.

### São Paulo capital
O UNASP considera como campus sede aquele localizado Estrada de Itapecerica, nº 5859, bairro do Jardim IAE no Capão Redondo, cidade de São Paulo/SP, sendo o mais antigo da instituição, fundado em 1915. Todo o complexo deste campus foi Tombado Patrimônio da cidade de São Paulo pelo CONPRESP em 2018. 
Segundo site GeoSampa da Prefeitura de São Paulo, o complexo do UNASP é o único bem tombado no distrito do Capão Redondo.
Este mesmo campus coordena os trabalhos de mais três polos na cidade de São Paulo, localizados em Campo Limpo, Liberdade e Vila Matilde.

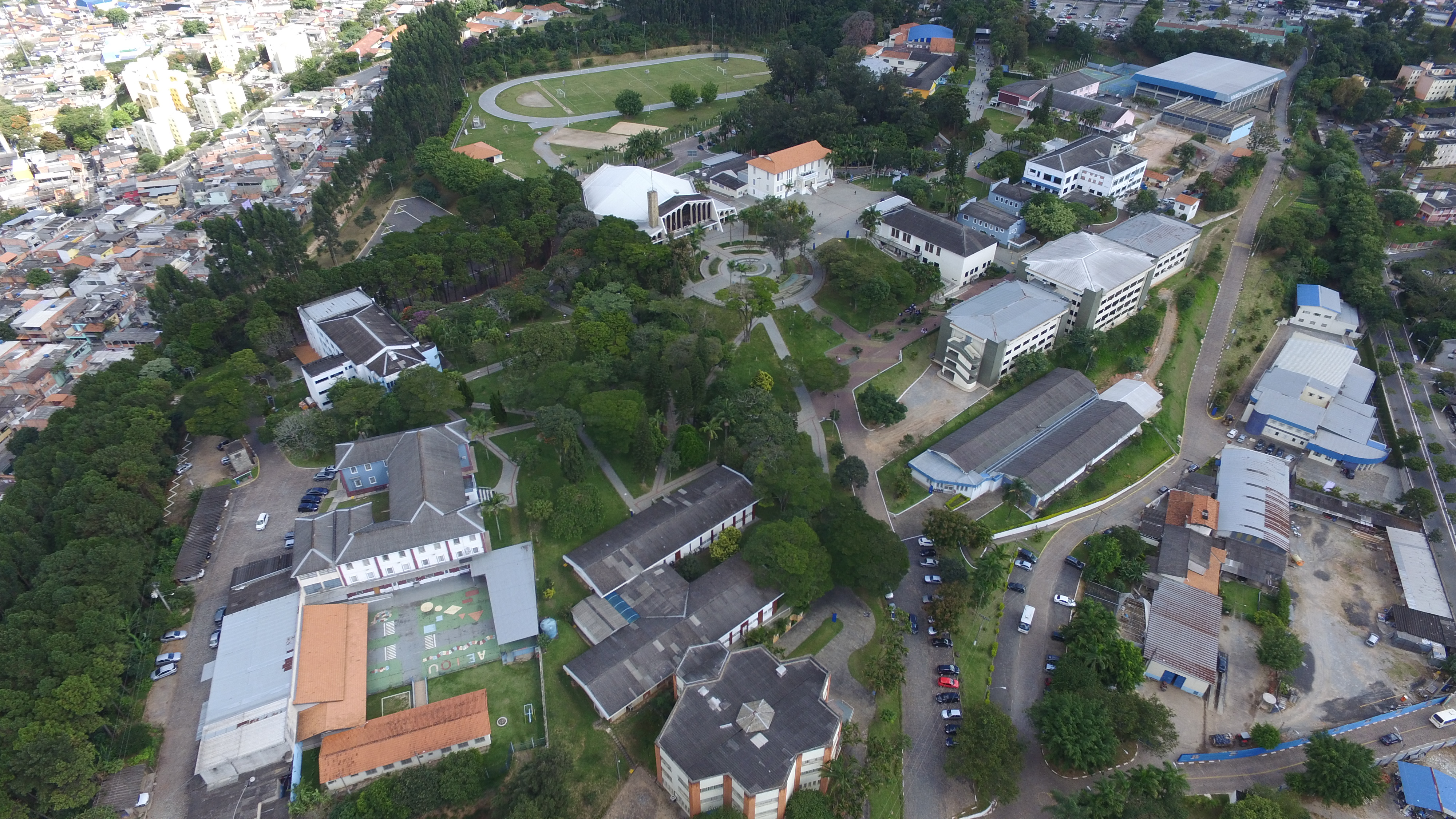
Fotos UNASP campus São Paulo
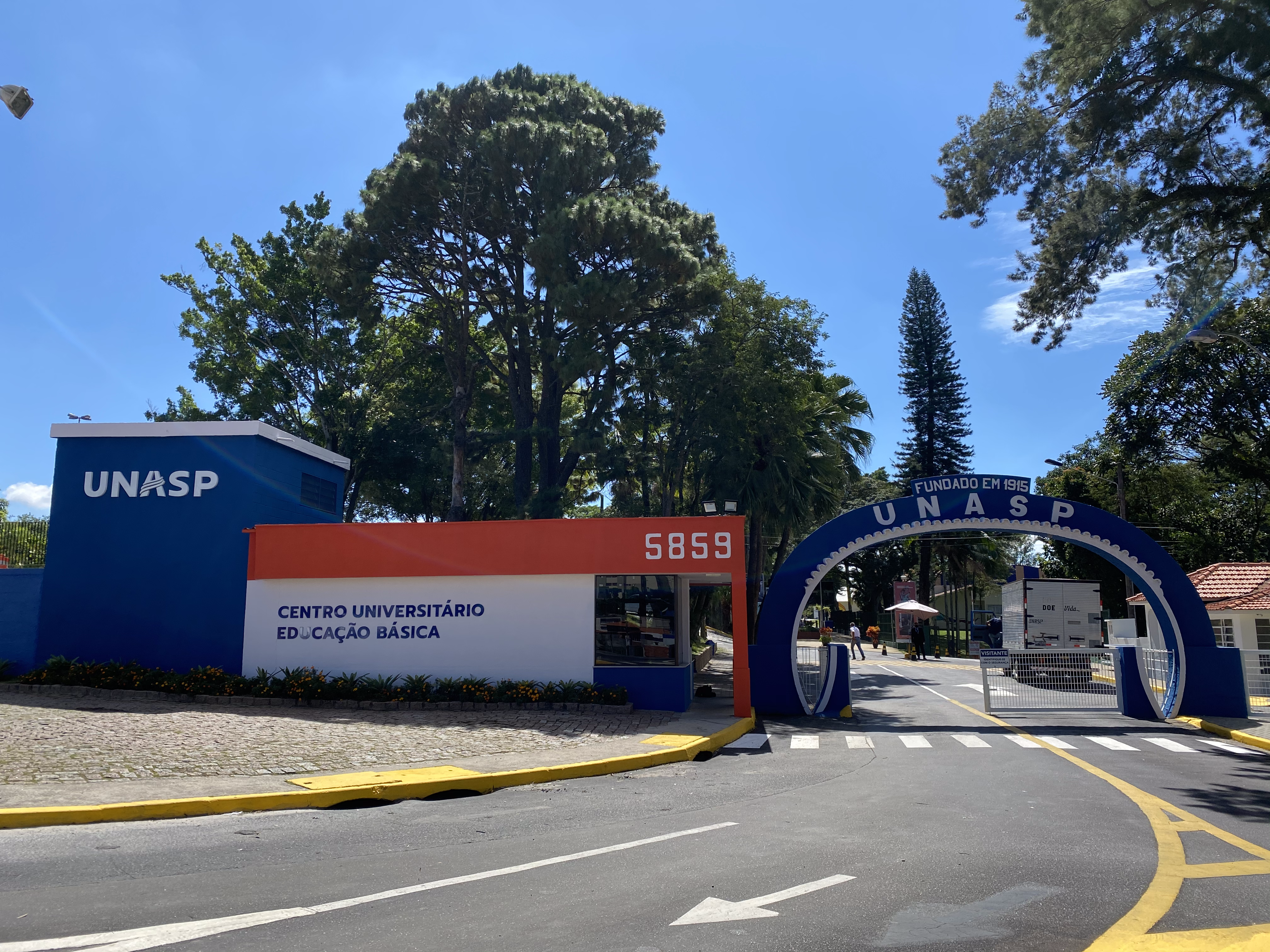
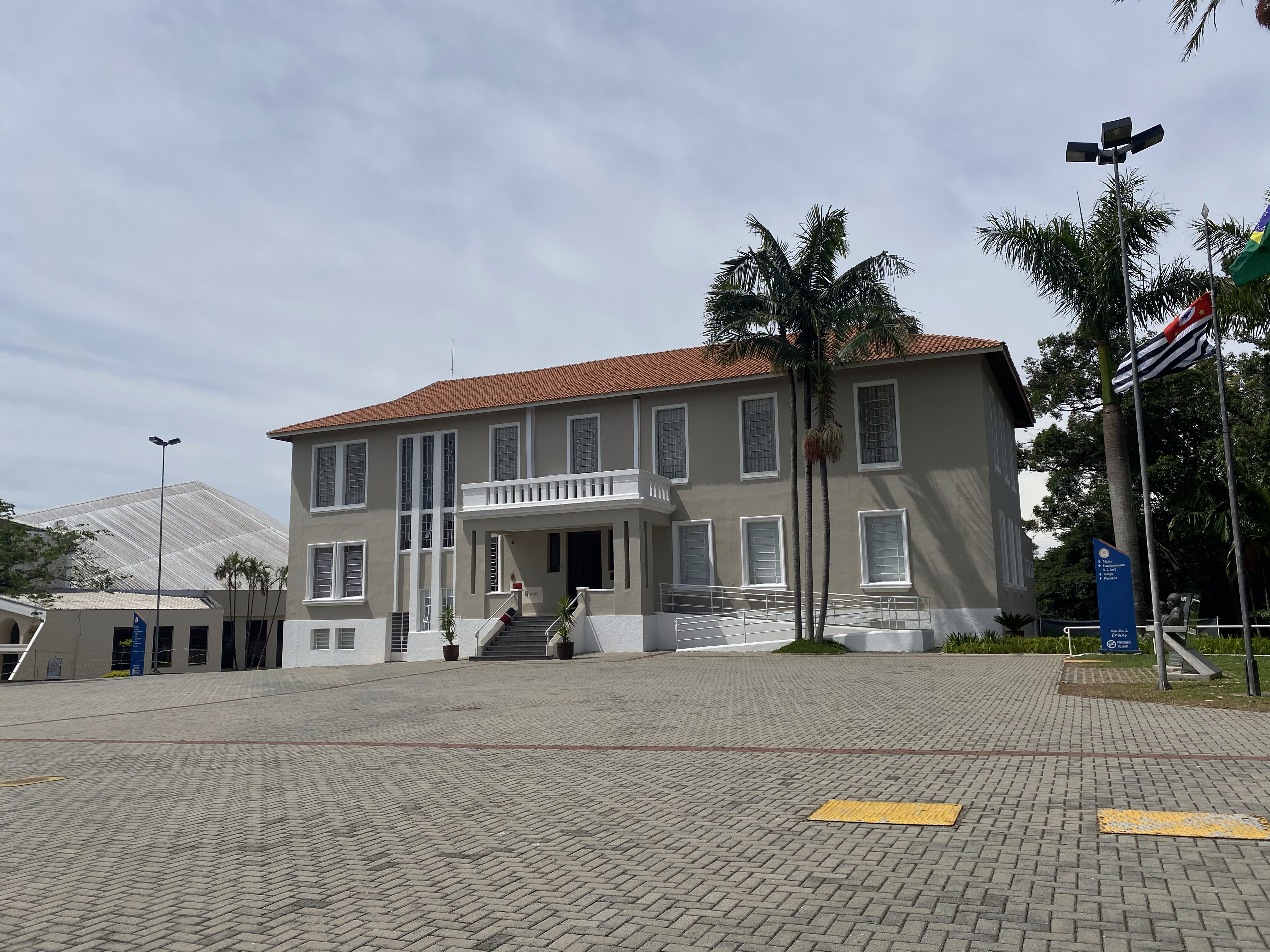
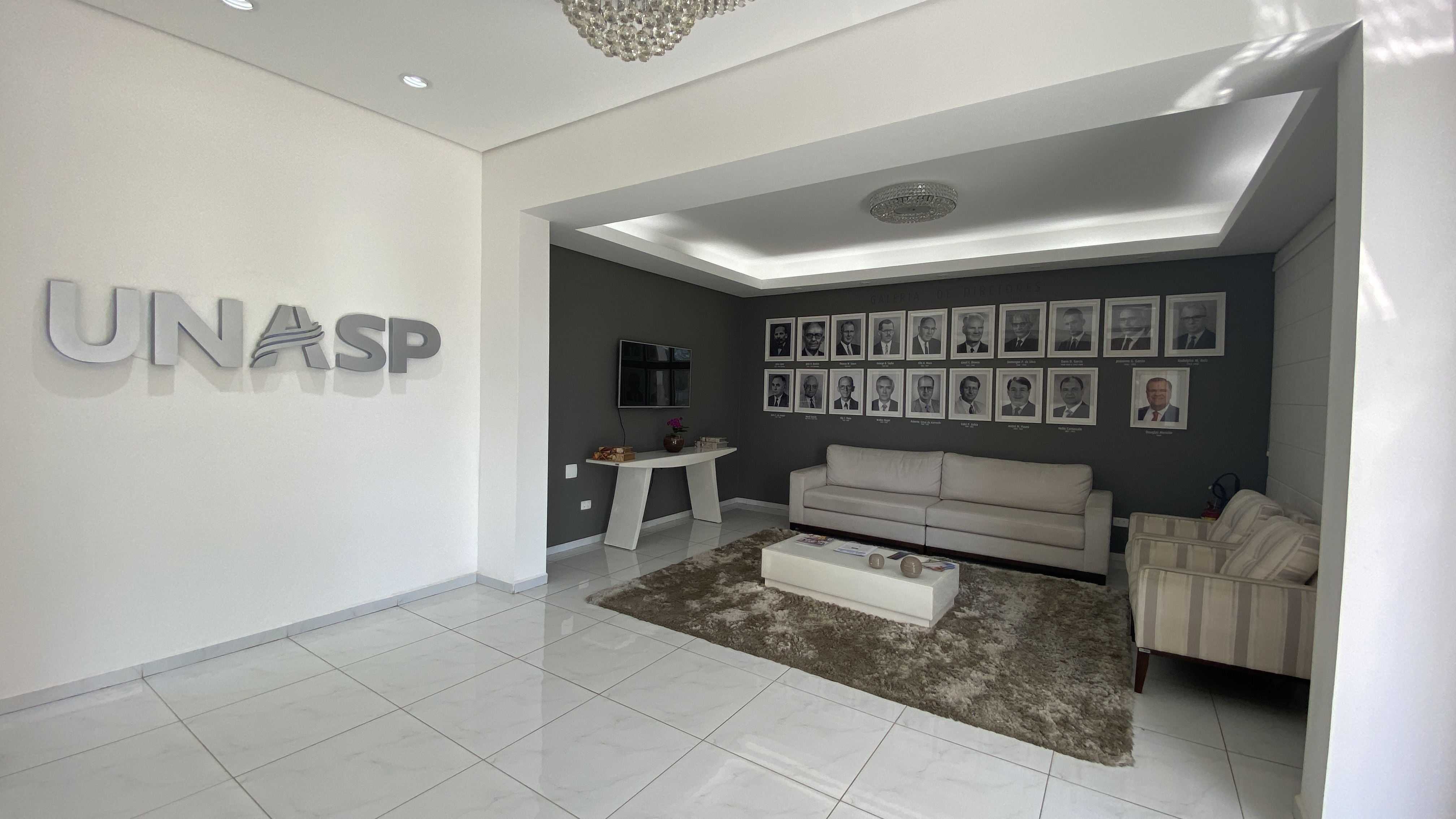
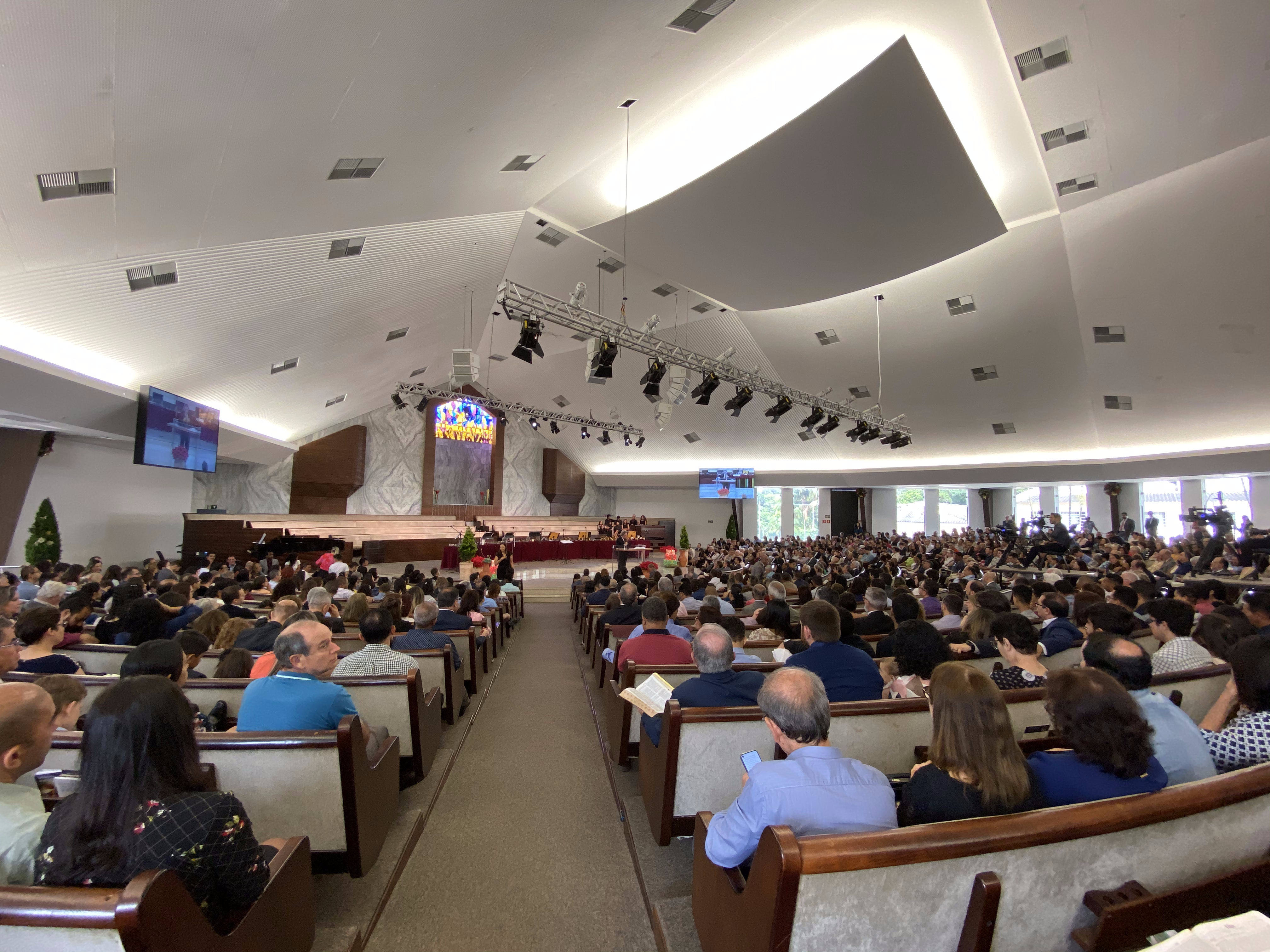

### Hortolândia
No interior, há o campus de Hortolândia, localizado na Rua Pr. Hugo Gegembauer, n° 265, bairro do Jardim Ortolândia, Hortolândia/SP. Anteriormente este campus não estava vinculado ao UNASP, foi fundado em 1949 como Instituto Adventista de São Paulo, conhecido como IASP.

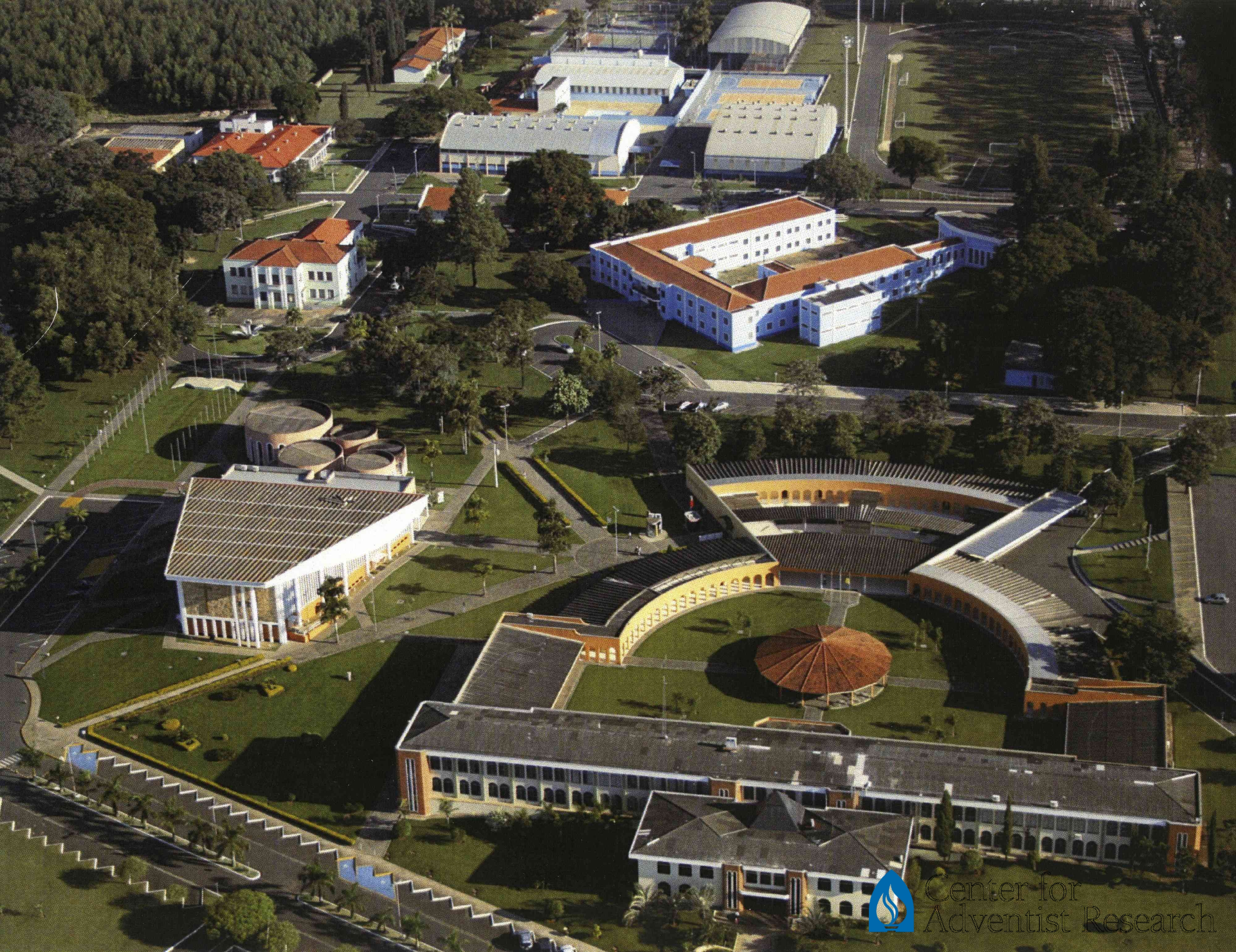

### Engenheiro Coelho
O campus de maior estrutura física é o localizado à Estrada Municipal Pr. Walter Boger, S/N, bairro Lagoa Bonita II, Engenheiro Coelho/SP. Foi fundado em 1983. Curiosamente, mesmo não sendo sede, é ali que está assentada a reitoria da instituição.

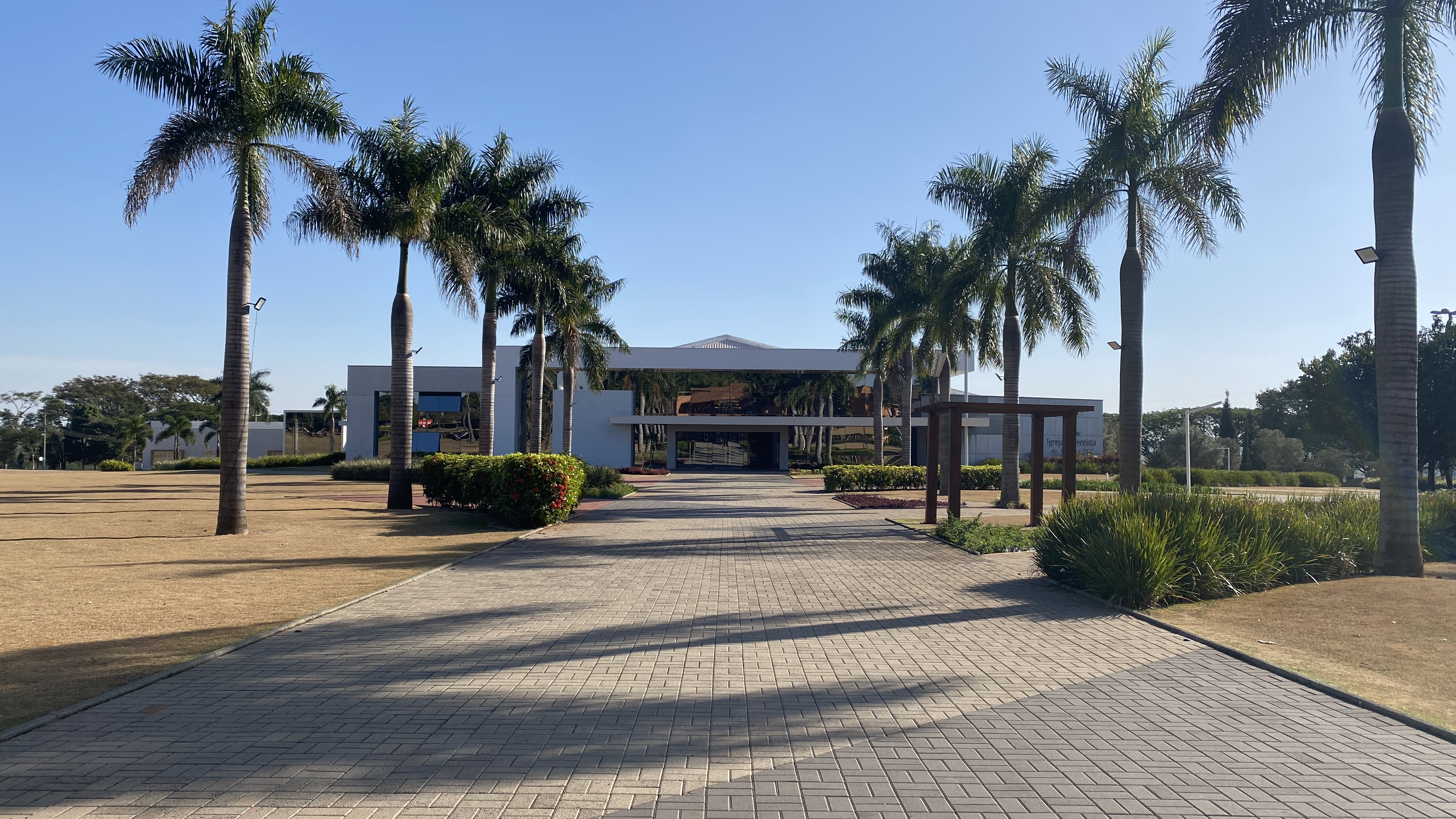
Fotos UNASP campus Engenheiro Coelho
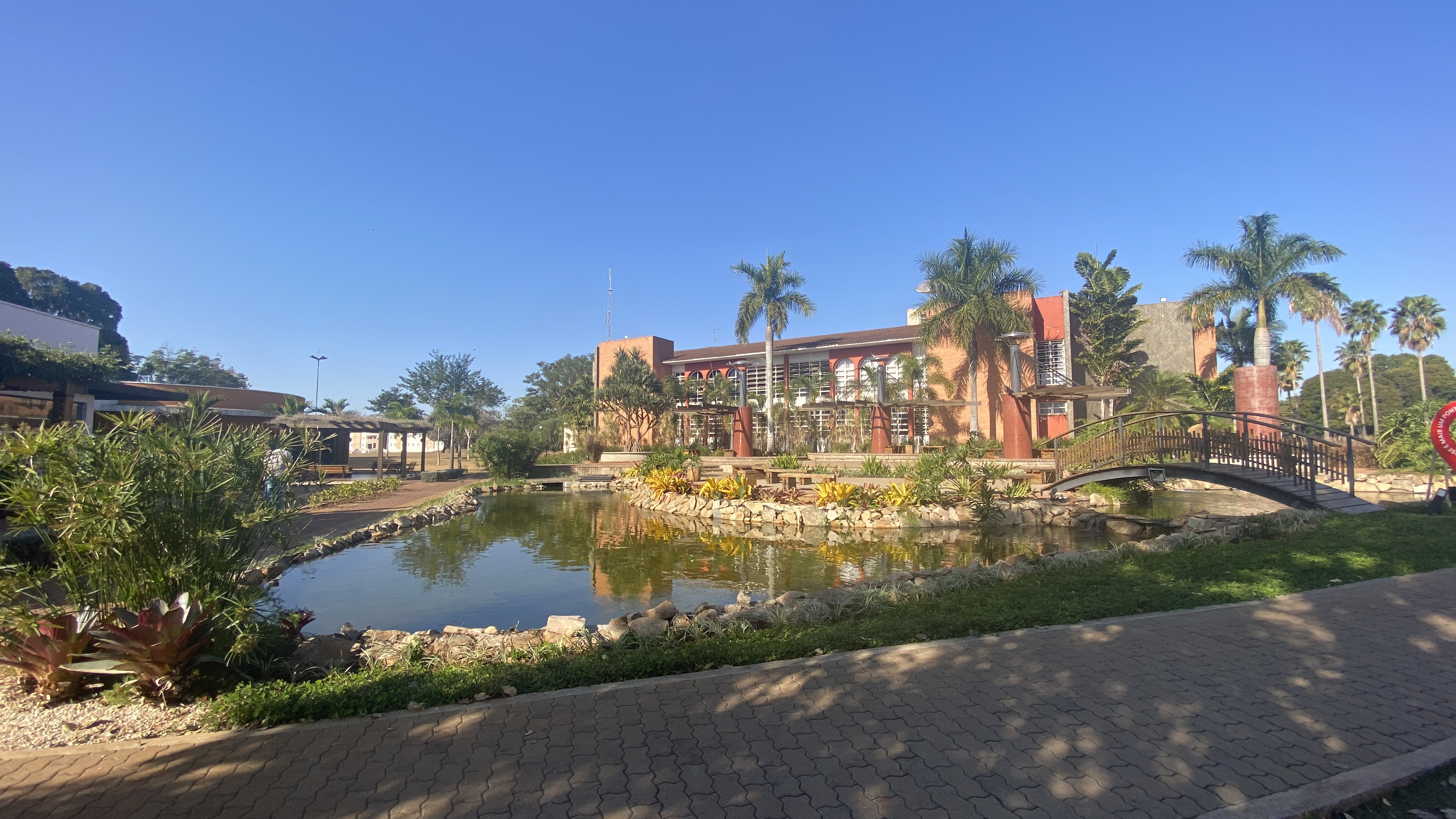
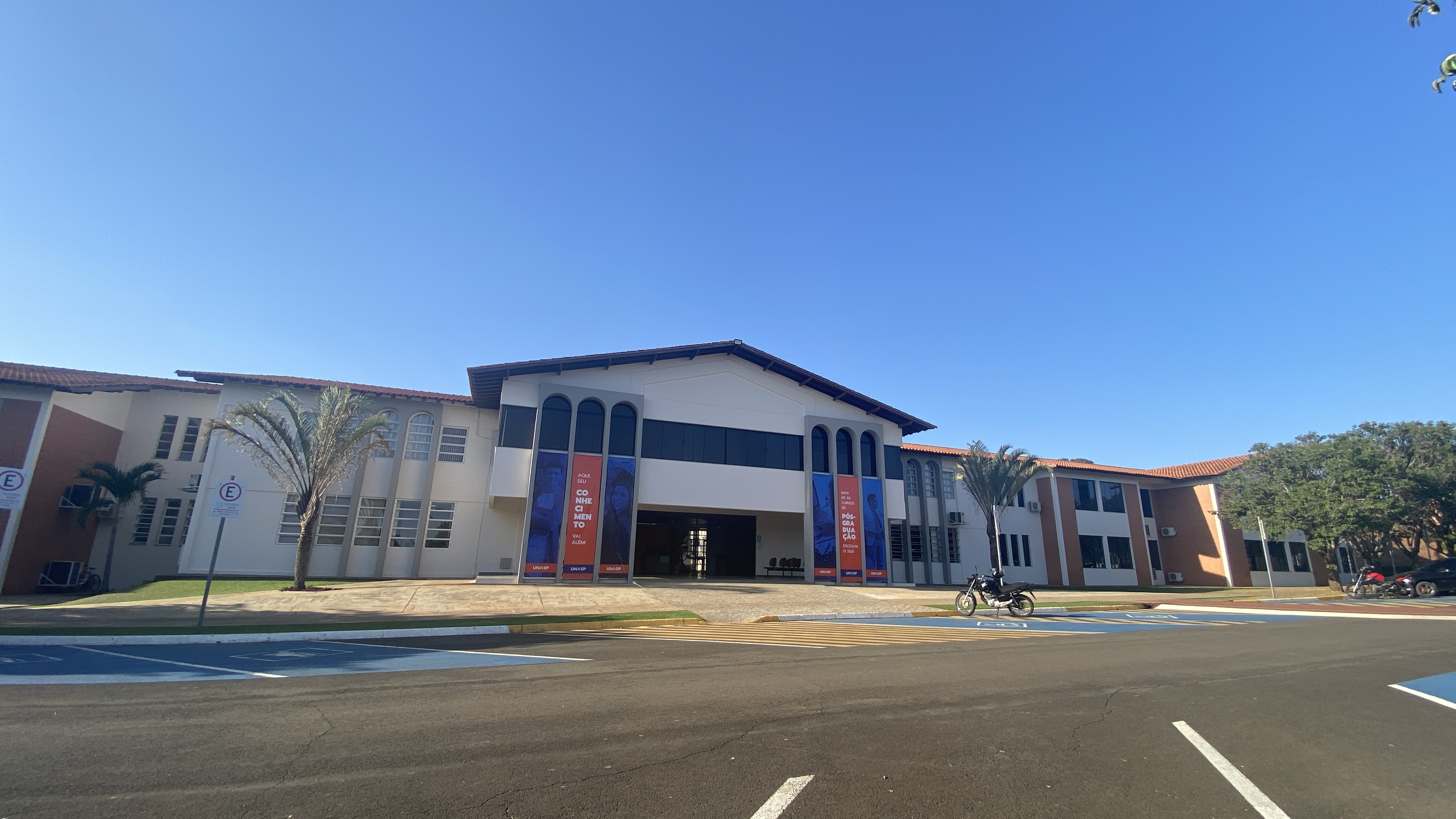

### Ensino à Distância
O mais novo dos campus é o Virtual, que tem sua sede no campus Engenheiro Coelho. Possui polos EaD em todas as escolas e instituições adventistas de ensino espalhadas pelo Brasil.

## Ensino, pesquisa e extensão
No quesito ensino, o UNASP possui 55 cursos nos seus quatro campi, sendo 36 bacharelados, 3 tecnólogos e 16 licenciaturas. Os cursos não são organizados em faculdades, centros ou institutos, dado que trata-se de um centro universitário.
A instituição possui também 82 cursos de pós-graduação, sendo 80 somente lato sensu; há dois cursos stricto sensu, que são efetivamente vocacionados à profissionalização e não ao perfil acadêmico. Não há, inclusive, um curso stricto sensu acadêmico em teologia, a mais antiga das ofertas em ensino no UNASP. A carência desses cursos de mestrado e doutorado acadêmico joga, naturalmente, para baixo a nota da instituição em vários aspectos da pesquisa, fator crucial para a transformação plena do centro universitário em universidade.
No aspecto da extensão, a instituição possui programas voltados para Atendimento Ambulatorial de Nutrição, Cuidados de Idosos em Asilo, Abrigo Infantil, Alfabetização de Adultos, Alfabetização Digital do Deficiente Visual, Alfabetização Digital da Terceira Idade, entre outros.
Em outro aspecto da extensão, o UNASP conserva quatro instituições de ensino básico e médio, que servem de suporte ao ensino da pedagogia e das licenciaturas, sendo:
- Colégio UNASP Artur Nogueira;
- Colégio UNASP Engenheiro Coelho;
- Colégio UNASP Hortolândia;
- Colégio UNASP São Paulo.

## Alunos notáveis
- Alessandra Samadello
- Leonardo Gonçalves
- Rafaela Pinho
- Rodrigo Silva
- Tiago Arrais (Os Arrais)